# Guilherme Sityá
Guilherme Haubert Sityá (n. 1 aprilie 1990, Porto Alegre, Brazilia), cunoscut ca Guilherme este un fotbalist brazilian liber de contract, care joacă pe post de fundaș lateral sau fundaș.

## Palmares

### Club
Petrolul Ploiești
- Cupa României: 2012–13

Steaua București:
- Liga I: 2014–15
- Cupa României: 2014–15
- Cupa Ligii: 2014–15

## Legături externe
- Profilul lui Guilherme Sityá pe Soccerway